# روبرت بيل (سياسي كندي)
روبرت بيل هو سياسي كندي، ولد في 16 مارس 1808، وتوفي في 2 أبريل 1894.